# ネックブリーカー・ドロップ
ネックブリーカー・ドロップ（Neckbreaker Drop）は、プロレス技の一種である。日本名は首折り落とし（くびおりおとし）、空中首折り落とし（くうちゅうくびおりおとし）。
技を仕掛ける時の態勢により、複数の呼び名があり、ネックブリーカー・ドロップは、それらの総称である。
技名にある「ブリーカー」はバックブリーカーと同じで英語の「Breaker（ブレイカー）」の単語が変化したものである。
しばしば、ネックブリーカーと混同されるが別の技である。

## 概要
ジャイアント馬場が自らのオリジナル・フィニッシュ・ホールドの一つとして考案。最期までフィニッシュの一つとして披露した。
掛け方は立っている相手の正面から、相手の首に自らの片腕を巻き付け、そのまま自らの体を背中からマットへ倒し、その勢いを利用して相手の体を背面からマットへ押し倒すというものである。
似た技にラリアットがあるが、ラリアットが相手の喉や胸板に打撃を与える技であるのに対し、ネックブリーカー・ドロップは相手の後頭部をマットに叩きつける技であると言える。

## 種類

### ランニング・ネックブリーカー・ドロップ
ネックブリーカー・ドロップの原点。ジャイアント馬場が考案したのは、この形のネックブリーカー・ドロップである。
初公開は、1969年12月のドリー・ファンク・ジュニアとのNWA世界ヘビー級選手権だとされる。その後、ジャック・ブリスコをこの技で下し、日本人初のNWA世界ヘビー級選手権を奪取したことにより脚光を浴びた。
助走を付けて相手の首に腕を巻き付け、さらに押し倒す際に自らの体を滑らすようにマットへ倒すフォームが特徴である。
＜主な使用者＞
- ジャイアント馬場
- アニマル浜口
- 小原道由
- ケンドー・カシン

### ジャンピング・ネックブリーカー・ドロップ
2018年現在、最も多く使用されるネックブリーカー・ドロップのスタイルはこの形である。
助走を付けて相手の首に腕を巻き付け、同時にジャンプして自らの体を空中に完全に浮かせてマットへ倒しながら、その勢いを利用し相手の体を背面からマットへ押し倒す。
＜主な使用者＞
- 田上明
- 小橋建太
- 剛竜馬
- アニマル浜口
- 保永昇男
- 小原道由
- 太田一平
- 河野真幸

### フライング・ネックブリーカー・ドロップ
ジャンピング式に似ているが、ジャンピング式が相手の首へ自らの片腕を巻き付けたと同時、もしくはその直後にジャンプするのに対し、フライング式は助走を付けて相手へ向かって大きくジャンピングした後、空中で相手の首へ自らの片腕を巻き付け、そのまま自らの体をマットへ倒しながら相手を背面からマットへ押し倒す。
＜主な使用者＞
- マスクド・スーパースター
- カネック
- バリー・ウインダム
- 保永昇男
- 小原道由
- ケンドー・カシン（片腕式）
- 太田一平
- 剛竜馬
- ジャイアント・キマラ

### ダイビング・ネックブリーカー・ドロップ
コーナーのトップロープ上、もしくはセカンドロープから、立っている相手に向かって飛んでいき、空中で相手の首へ自らの片腕を巻き付け、そのまま自らの体をマットへ倒しながら相手を背面からマットへ押し倒す。
＜主な使用者＞
- 保永昇男
- 太田一平
- 三沢光晴
- ジャイアント・キマラ

### 旋回式ネックブリーカー・ドロップ
助走して相手の腕に片腕を引っ掛けるように飛びつき、相手の腕を軸にして相手の体の周りを旋回し、腕のフックを外してもう片方の腕を相手の首に引っ掛けてネックブリーカー・ドロップの形で落とす。日本では吉野正人のオリジナル技となっており、海外ではクリス・ジェリコがカウンターで捕らえて両手で固定したまま落としたり、ジェフ・ハーディーのようにランニングネックブリーカーから巻き込むように落としたり色々な形の使い手がいる。

### ローリング・ネックブリーカー・ドロップ
上述のフライング・ネックブリーカー・ドロップの派生技で、助走をつけて前方宙返しつつ両手で相手の頭を掴み、前方回転の勢いで相手を後頭部・背面からマットに叩きつける。相手が尻餅をついた状態で仕掛けるパターン、相手が立った状態で仕掛けるパターン、コーナーからダイビングして決めるパターンが存在する。
＜主な使用者＞
- フライング式（助走をつけてかける）
  - バフ・バグウェル（バフ・ブロックバスター）
  - ロブ・ヴァン・ダム
  - ジョン・シナ（スローバック）
  - ブル・ブキャナン（オールド・スクール・カッター）
  - YOSHI-HASHI（ヘッドハンター）
  - "brother"YASSHI（バッド・ボーイ）
  - Kzy（B-BOY）
- ダイビング式（コーナーポスト上から飛んでかける）
  - 本間朋晃（シャリマティー）
  - "brother"YASSHI（ビッグ・ボーイ）
  - セスロリンズ (ダイビングブロックバスター)
  - 太田一平

## 関連技

### ファイナル・カット
スタンディング式のリバース・フェイスロックの体勢（立っている相手選手の後方に立ち、相手を後にのけ反らせるようにして、相手の頭部を腋に抱え込む）もしくはドラゴン・スリーパーの体勢から、相手の頭部を離すと同時に自分の体を反転させ、その遠心力を利用して自分の片腕（相手の頭部を抱えていなかった腕）を相手の喉元へ勢いよく叩き付けて、その瞬間に自分の体を背中からマットへ倒し込み、その勢いを利用して相手を背面からマットへ叩き落とす技。
ビッグ・ショーはさらには長身を生かして脚部を当てる足掛け式などの応用技も考案している。
他には相手を表裏逆にしたリバース式などもある。なお、技の考案者はグレゴリー・ヘルムズであるが、ファイナル・カットの名称で最初に使用したのはビッグ・ショーである（2001年の欠場明け以降）。ヘルムズやビッグ・ショーが使用していたのはエルボー・ドロップのように肘を叩きつける型であるが、WCW時代のヘルムズのライバルであったカズ・ハヤシが全日本帰国後にネックブリーカー・ドロップのように腕を叩きつける形に改良し、日本ではそちらの型が普及している。
＜主な使用者＞
- エルボー・ドロップ型
  - グレゴリー・ヘルムズ（ナイトメア・オン・ヘルムストリート、アイ・オブ・ザ・ハリケーン）
  - ビッグ・ショー
  - ハイパーミサヲ/操（ハイパミ・リターンズ、ディエス・イレ）
- ネックブリーカー・ドロップ型
  - カズ・ハヤシ
  - 齋藤彰俊（デス・パニッシュ）
  - MIYAWAKI、矢郷良明（デスペナルティ）
  - アップルみゆき（アップル・バスター）

### スリング・ブレイド

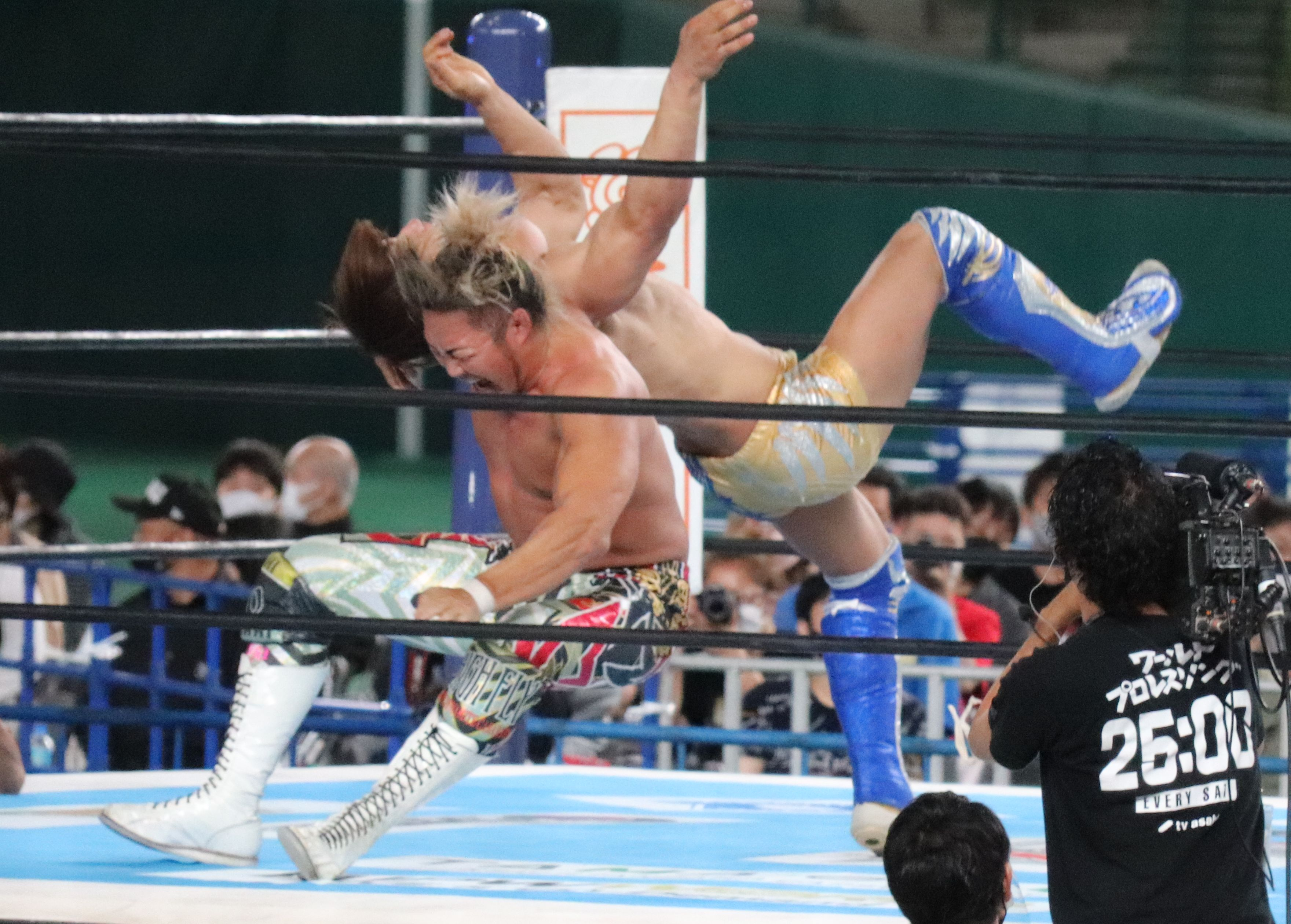
スリング・ブレイド

前述の旋回式ネックブリーカー・ドロップの類似技。棚橋弘至が考案した技で、棚橋が得意としている。
元々半回転の使い手は国内外にもいたが、棚橋は立っている対戦相手に対し、助走を付けて正面から飛びかかり、相手の首に片腕を巻き付けて相手の首を支点に空中で１回転分旋回。そしてその遠心力を利用して首に巻き付けた腕を離すと同時に、反対側の腕を勢いよく喉元へ叩き付ける。その瞬間、自分は背中からマットへ倒れ込み、同時にその勢で相手を背面からマットへ叩き落とす。応用として、コーナーポスト上から飛んできめるダイビング式も考案されている。尚、名付け親は中邑真輔である。
＜主な使用者＞
- 棚橋弘至
- セス・ロリンズ
- フィン・ベイラー
- らく（かがやき）

### ゴー・フラッシャー
ブレーンバスターの状態で抱え上げた後、そこから前方へ相手を放り投げ（このとき相手の体は背中がマット側になるように投げる）、同時に相手の喉元へ片腕を叩き付け、さらに自分の体をマットへ背中から倒し、その勢いで相手の喉元に片腕をぶつけたまま体重を掛けながら背面からマットへ叩き付ける。考案者・使用者は潮﨑豪で、先輩の鈴木鼓太郎がロボットアニメ・戦国魔神ゴーショーグンの必殺技から命名した。最近は片腕を叩き付けるという形ではなく、相手の首に片腕を巻き付けるような形となっており、ブレーンバスターの体勢からのネックブリーカー・ドロップともいえる。